# Blue (Third Eye Blind)
Blue è il secondo album in studio del gruppo musicale statunitense Third Eye Blind, pubblicato il 23 novembre 1999 dalla Elektra Records.

## Tracce
Testi e musiche di Stephan Jenkins, eccetto dove indicato.
1. Anything – 1:59
2. Wounded – 4:51 (Stephan Jenkins, Kevin Cadogan)
3. 10 Days Late – 3:05 (Stephan Jenkins, Arion Salazar)
4. Never Let You Go – 3:57
5. Deep Inside of You – 4:10
6. 1000 Julys – 3:53 (Stephan Jenkins, Kevin Cadogan)
7. An Ode to Maybe – 2:36 (Stephan Jenkins, Kevin Cadogan)
8. The Red Summer Sun – 5:25 (Stephan Jenkins, Kevin Cadogan)
9. Camouflage – 4:35 (Stephan Jenkins, Kevin Cadogan)
10. Farther – 4:01
11. Slow Motion – 4:34
12. Darkness – 5:08 (Stephan Jenkins, Kevin Cadogan)
13. Darwin – 5:47 (Stephan Jenkins, Arion Salazar)

## Classifiche
| Classifiche (1999-00) | Posizione massima |
| --------------------- | ----------------- |
| Nuova Zelanda         | 34                |
| Stati Uniti           | 40                |